# HK MVD
Pour les articles homonymes, voir MVD.
Le HK MVD - en russe : ХК МВД - est un ancien club de hockey sur glace professionnel de Russie, localisé à Balachikha. MVD (МВД) est le sigle de Ministerstvo Vnoutrennikh Diel (russe : Министерство внутренних дел ; français : Ministère des Affaires intérieures ou Ministère de l'Intérieur).

## Historique
En 2004, le HC MVD est créé à Podolsk grâce à la licence du HK Tver en difficultés financières. Le HK Tver est alors son club ferme. En 2007, le HK MVD déménage à Balachikha pour jouer dans la Balachikha Arena.
En 2008, il intègre une nouvelle compétition en Eurasie, la Ligue continentale de hockey. Il signe alors une affiliation avec le Kristall Elektrostal de la Vyschaïa Liga pour qu'il devienne son club-école.
La saison suivante, l'équipe entraînée par Oļegs Znaroks s'incline en finale de la Coupe Gagarine contre le tenant du titre, les Ak Bars Kazan, quatre victoires à trois.
Quelques jours après cette performance, l'équipe est fusionnée avec le HK Dinamo Moscou, en difficulté financière, pour devenir le OHK Dinamo.

## Palmarès
- KHL
  - Coupe du champion de la conférence Ouest : 2010.
- Vyschaïa Liga : 
  - Vainqueur : 2005.

## Saisons en KHL
Note: PJ : parties jouées, V : victoires, VP: victoires en prolongation, VF: victoires en fusillade, D : défaites, N : matchs nuls, DP : défaite en prolongation, DTF : défaite en fusillade, Pts : Points, BP : buts pour, BC : buts contre.
| Saison    | PJ | V  | VP | VTF | DP | DTF | D  | BP  | BC  | Pts | Classement | Séries éliminatoires |
| --------- | -- | -- | -- | --- | -- | --- | -- | --- | --- | --- | ---------- | --- |
| 2008-2009 | 56 | 20 | 2  | 4   | 0  | 1   | 29 | 142 | 159 | 73  | 18e/24     | Non qualifié |
| 2009-2010 | 56 | 30 | 1  | 0   | 6  | 4   | 15 | 160 | 135 | 102 | 4e/24      | HK CSKA Moscou 3-0 (huitième-finale) Dinamo Riga 4-1 (quart de finale) Lokomotiv Iaroslavl 4-3 (demi-finale) Ak Bars Kazan 4-3 (finale) |